# Idan Ofer
Idan Ofer (en hebreo: עידן עופר‎) es un empresario e inversionista israelí. Nació en Haifa en 1955, hijo del acaudalado magnate naviero, Sammy Ofer.
De orígenes ashkenazíes, creció en su ciudad natal y realizó el servicio militar en la Armada israelí. De formación universitaria en Economía en su país y en la London Business School, la carrera empresarial de Ofer ha incluido inversiones en la industria naviera, la energía, la minería y el deporte. Es el fundador de la Eastern Pacific Shipping y el director de Quantum Pacific Group. Empresas bajo su participación como Kenon Holdings o la Israel Corporation cotizan en las Bolsas de Tel Aviv y Nueva York. En el campo del fútbol, posee un 33% del Club Atlético de Madrid y la mayoría del FC Famalicão. En agosto de 2022, su fortuna se estimaba en unos once mil millones de dólares.